# 170 Brygada Piechoty (USA)

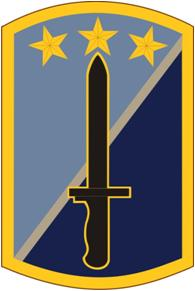
Odznaka 170 brygady

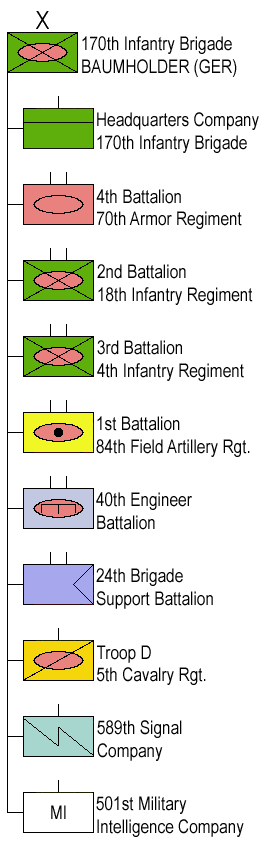
Schemat organizacyjny

Amerykańska 170 Brygada Piechoty (ang. U.S. 170th Infantry Brigade) – samodzielna brygada Armii Stanów Zjednoczonych stacjonująca w Niemczech, w okolicach miasta Baumholder.   
Obecna jednostka została utworzona 15 lipca 2009, przejmując jednostki 2 brygady 1 dywizji pancernej. Należy do V korpusu, który skupia główne amerykańskie siły w Europie.